# 1948년 세계 체스 선수권 대회

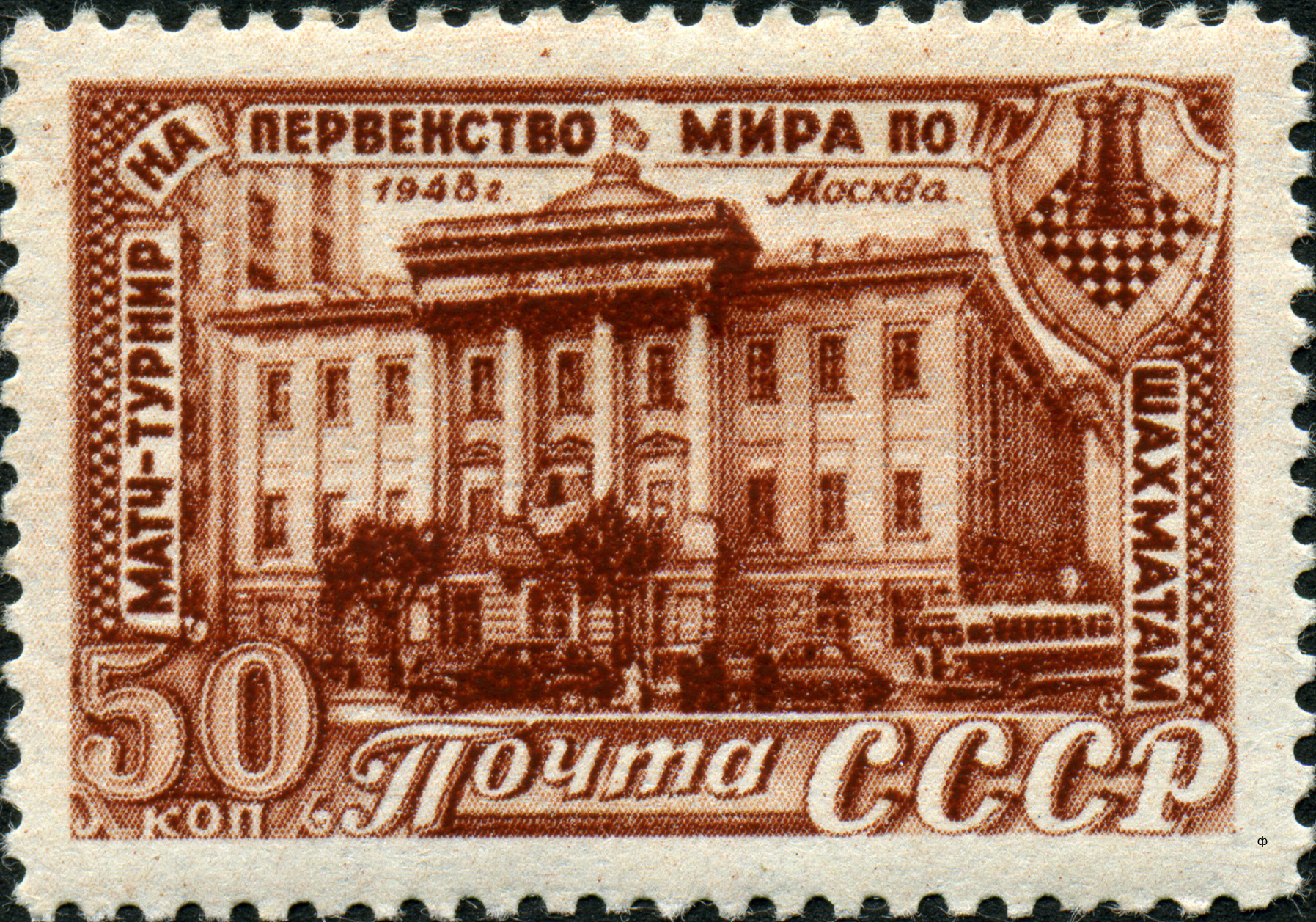
1948년 세계 체스 선수권 대회 기념 소련 우표

1948년 세계 체스 선수권 대회는 1948년에 열린 세계 체스 선수권 대회로, 5라운드 라운드 로빈 토너먼트였다. 이전 챔피언 알렉산드르 알레힌은 1946년에 사망했다. 이 토너먼트는 국제 체스 연맹의 감독 아래 개최된 첫 세계 체스 선수권 대회였다. 미하일 보트빈니크가 우승했다. 이후 20년 이상 모든 챔피언은 소련인이었다.

## 궐위 기간
이전에는 새 세계 챔피언이 되려면 이전 챔피언을 매치에서 이겨야 했다. 알레힌의 사망은 이를 불가능하게 만들었고, 궐위 기간을 만들었다.
이 상황은 큰 혼란을 일으켰고, 많은 선수들과 해설가들에 다른 해결책을 제시했다. 국제 체스 연맹(FIDE)는 재정, 커뮤니케이션 및 이동 문제로 인해 이 궐위 상황을 해결할 방법을 찾기 어려워했다.
최종 해결책은 FIDE의 최초 제안과 소련의 제안과 비슷했다. 당시 세계 최고의 8명의 선수들이 경기했던 1938년 AVRO 체스 대회에 참가한 선수들 중 살아 있는 6명이 4번의 라운드 로빈 형식으로 대회를 하는 것이었다. 이 선수들은 막스 오이베, 미하일 보트빈니크, 폴 케레스, 살로 플로르, 루벤 파인, 새뮤얼 리셰브스카이였다.
이 제안은 살짝 수정되어 플로르는 바실리 스미슬로프로 대체되었다. 스미슬로프는 2차 세계대전 중 등장했고 분명히 더 강했다. 파인은 알 수 없는 이유로 초대를 거절했다. 파인이 미구엘 나이도르프로 대체되어야 한다는 의견이 있었지만, 결국 토너먼트는 5명이 5라운드 라운드 로빈 대회를 플레이하는 방식으로 진행되었다.

## 결과
|                           | 보트빈니크 | 스미슬로프 | 케레스    | 리셰브스카이 | 오이베    | 총점 |
| ------------------------- | ---------- | ---------- | --------- | ------------ | --------- | ---- |
| 미하일 보트빈니크 (USSR)  | –          | ½ ½ 1 ½ ½  | 1 1 1 1 0 | 1 ½ 0 1 1    | 1 ½ 1 ½ ½ | 14   |
| 바실리 스미슬로프 (USSR)  | ½ ½ 0 ½ ½  | –          | 0 0 ½ 1 ½ | ½ ½ 1 ½ ½    | 1 1 0 1 1 | 11   |
| 폴 케레스 (USSR)          | 0 0 0 0 1  | 1 1 ½ 0 ½  | –         | 0 ½ 1 0 ½    | 1 ½ 1 1 1 | 10½  |
| 새뮤얼 리셰브스카이 (USA) | 0 ½ 1 0 0  | ½ ½ 0 ½ ½  | 1 ½ 0 1 ½ | –            | 1 ½ ½ 1 1 | 10½  |
| 막스 오이베 (NED)         | 0 ½ 0 ½ ½  | 0 0 1 0 0  | 0 ½ 0 0 0 | 0 ½ ½ 0 0    | –         | 4    |

## 논란
케레스는 보트빈니크를 상대로 첫 4경기를 패배했고, 보트빈니크의 우승이 확실시된 후 5번째 경기만을 승리했다. 이로 인해 케레스가 보트빈니크의 우승을 돕기 위해서 고의적으로 패배하도록 압박당했었다는 의심이 있다.
체스 역사가 테일러 킹스턴에 따르면, 소련의 체스 관계자들이 케레스에게 보트빈니크의 우승을 막지 말라는 눈치를 줬고, 보트빈니크는 이 사실을 대회 중간에 알아내자 매우 강한 항의를 했으며, 케레스는 아마도 아무에게도 고의적으로 지지 않았다.
케레스는 이후 인터뷰에서 이런 의혹이 거짓이라고 말했다.

## 참고 문헌
- Horowitz, Al (1973). “World Chess Championship; A History”. Macmillan. LCCN 72080175. OCLC 604994.
- Yanofsky, Daniel; Slavekoorde, H. J.; Horowitz, I. A.; Kmoch, Hans (1988).  Pandolfini, Bruce, 편집. 《The Best of Chess Life and Review Volume 1》. Simon & Schuster. 368–403쪽. ISBN 0-671-61986-1.